# Dennery (dystrykt)

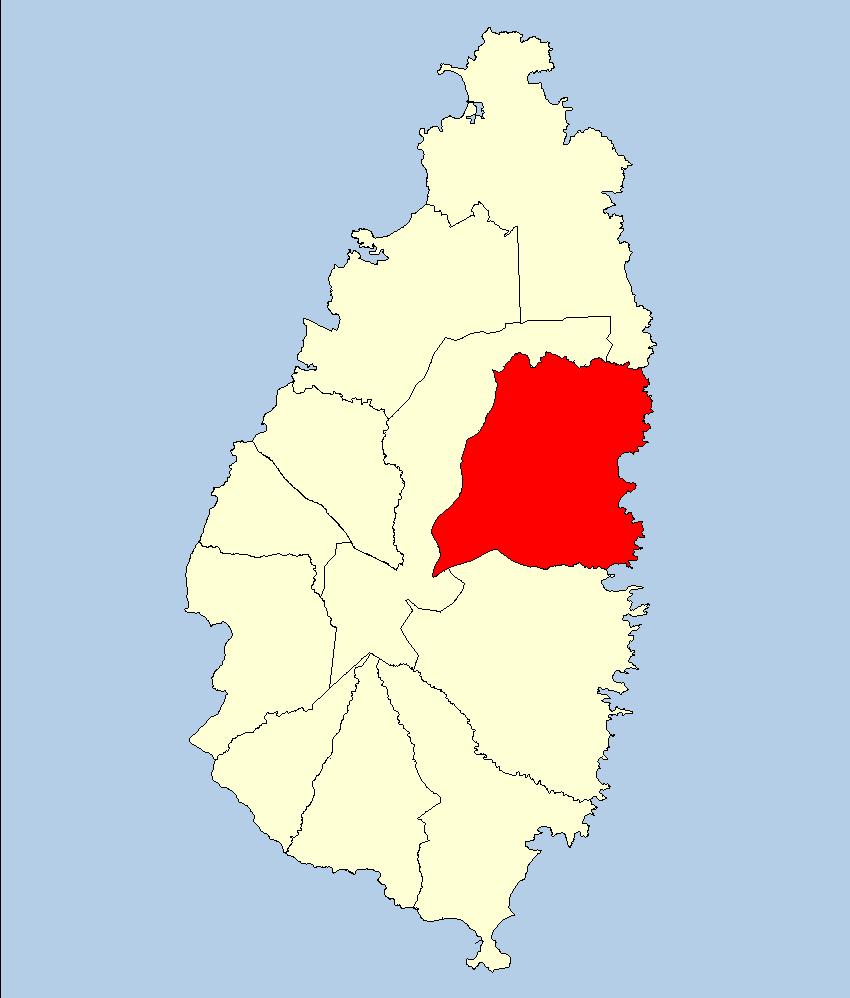
Dystrykt Dennery

Dennery – jeden z 11 dystryktów w Saint Lucia, zajmuje powierzchnię 70 km². Liczba ludności to 12 773 a gęstość zaludnienia wynosi 182,5 osób/km². Stolicą dystryktu jest Dennery.